# Односи Србије и Северне Македоније
Односи Србије и Северне Македоније су односи Републике Србије и Републике Северне Македоније.

## Историја односа

### Средњи век
Душанов Законик је донет на сабору властеле и црквених великодостојника одржаном 1349. у Скопљу.

### Однос Србије према Македонији у Османском царству
Српско-бугарско-грчки спор око Македоније чинили су срж балканске политике друге половине 19. и почетком 20. века. Иако је брига балканских држава о хришћанима у Турској (Србије и Црне Горе о Србима) била знатно појачана (отварање конзулата, помоћ школама и манастирима и сл.), њихов положај није се битно поправио.
Српски конзулати у Македонији отворени су као последица конзуларне конвенције Краљевине Србије и Османског царства. Конвенција је подразумевла отварање српских конзулата у центрима Косовског, Солунског и Битољског вилајета, односно у Скопљу, Солуну и Битољу.
Кроз прешевско-кумановску удолину проведена је 1888. главна железничка пруга Београд-Солун.

### Ситуација у Вардарској Македонији у саставу Србије и Југославије

#### Балкански ратови
Бугарска се сматрала оштећеном при подели Македоније, те је зарад територијалних претензија започела Други балкански рат. Када су Србија, Грчка, Румунија и Турска победиле Бугарску у Другом балканском рату, Вардарска Македонија је ушла у састав Краљевине Србије (1913—1915). Егејска Македонија је припала Грчкој, а Пиринска Македонија Бугарској.

#### Први светски рат
У Првом светском рату (1914—1918) је као део Краљевине Србије била на страни Антанте. Окупирана је од стране Бугарске, која је почела да врши бугаризацију домаћег становништва. На размеђу Вардарске и Егејске Македоније је 1916. формиран Солунски фронт.

#### Између два светска рата
После рата је Вардарска Македонија је била саставни део Краљевине Срба, Хрвата и Словенаца / Југославије.
Члан бугарског ВМРО-а (Величко Керин) је заједно са усташама извршио атентат на краља Југославије Александра Карађорђевића у Марсељу 1934.

#### Други светски рат
У Другом светском рату Вардарска Македонија је била поново окупирана од стране Бугарске, која је била члан Хитлеровске коалиције. Западни део Вардарске Македоније је окупиран је у саставу Велике Албаније.

#### Народна/Социјалистичка Република Македонија
Народна Република Македонија конституисана је 2. августа 1944. године на Првом заседању АСНОМ-а у манастиру Св. Прохор Пчињски. Прва влада НР Македоније формирана је 16. априла 1945. године на Трећем заседању АСНОМ-а.
Од 1945. до 1991. Вардарска Македонија је федерална јединица Титове Југославије.

### Независност Северне Македоније
Након декларације о независности Хрватске и Словеније у јуну 1991, Северна Македонија је прогласила независност три месеца касније, у септембру 1991.
Војска крње Југославије (ЈНА) је мирно напустила Северну Македонију 1992, и она је једина бивша југословенска република која је добила независност без сукоба или рата. Међутим, билатерални односи нису одмах успостављени.
Савезна Република Југославија је формирана 1992 од стране преосталих југословенских република Црне Горе и Србије.

### Односи СР Југославије и Северне Македоније
Војно-технички споразум у Куманову потписан 9. јуна 1999. на војном аеродрому код Куманова је означио крај НАТО бомбардовања СР Југославије.
Председник Северне Македоније Борис Трајковски је посетио Београд децембра 2000.

### Односи Републике Србије и Републике Северне Македоније
Дипломатски односи са Северном Македонијом су успостављени у априлу 1996. године. 8. априла 1996. билатерални односи су спроведени под ондашњим уставним именом - Република Македонија, а не под именом Бивша Југословенска Република Македонија. Србија је била једна од 131 земље у свету која је признавала Републику Македонију под њеним тадашњим уставним именом.
Током COVID-19 пандемије Република Србија је у неколико наврата донирала вакцине Северној Македонији и дозволила бесплатно вакцинисање грађана СМ на територији Србије.
У августу 2021. премијер Зоран Заев изјавио је да је Србија увек била највећи пријатељ Северној Македонији.

### Отворена питања

#### Неканонско одвајање од Српске православне цркве 1967. године.
Срби у Северној Македонији су православне вероисповести. Мада је Србима признато право националне мањине, они нису уживали и верске слободе. Верска толеранција у односу на српску заједницу готово да не постоји. Због раскола који се догодио, свештенству Српске православне цркве је забрањено вршење црквене службе. У мају 2022. године раскол је прекинут одлуком Српске православне цркве да обнови канонско јединство са Македонском православном црквом-Охридском архиепископијом, након чега је МПЦ-ОА прихватила аутономан статус у оквиру СПЦ. Помирење је обележено 19. маја 2022. у Храму Светог Саве заједничком службом патријарха српског Порфирија и архиепископа охридског и македонског Стефана.

#### Косово и Метохија
Северна Македонија је признала једнострано проглашену независност тзв. Републике Косово.
Северна Македонија је гласала за пријем тзв. Републике Косова у УНЕСКО 2015.

### Економски односи
- У 2020. години укупна робна размена вредела је 984 милиона УСД. Од тога извоз Србије је био 736 милиона, а увоз 248 милиона долара.
- У 2019. робна размена је премашила укупан износ од милијарду долара. Извоз из наше земље вредео је 754 милиона, а увоз 250 милиона УСД.
- У 2018. години вредност укупне робне размене била је 1,01 милијарди УСД. Извоз из РС износио је 741 милион, а увоз 270 милиона долара.[5][6]

### Посете
- Посете Председника Републике Србије:
  - септембра 2016. званична посета Томислава Николића приликом обележавања 100. годишњице битке на Кајмакчалану.
  - октобра 2012. званична посета Томислава Николића приликом обележавања 100. годишњице Кумановске битке на Зебрњаку.
  - маја 2009. у Северној Македонији боравио Борис Тадић на инагурацији председника Ђорђа Иванова.
- Посете Председника Републике Северне Македоније Ђорга Иванова:
  - октобра 2016. (учешће на обележавању 70. годишњице досељавања Македонаца у Војводину).
  - октобра 2014.
  - јануара 2012.
- Заједничке седнице две владе:
  - 16. фебруара 2015. Друга заједничка седница две Владе одржана је у Скопљу;
  - 3. јуна 2013. Заједничка седница две владе одржана у Београду;
- јануара 2013. Председник Владе Ивица Дачић учинио је званичну посету Северној Македонији. У делегацији ПВ био је министар правде и државне управе Никола Селаковић.
- Посете Председника Владе Северне Македоније Николе Груевског:
  - децембра 2014. посетио Београд приликом самита Кине и земаља централне и источне Европе.
  - 22. 7. 2009. посетио Београд.
- Председник Собрања Трајко Вељаноски посетио РС 2013.
- Посете појединих министра:
  - 15. септембра 2014. Први потпредседник Владе и МСП Ивица Дачић боравио је у званичној посети Северној Македонији.
  - МИП Никола Попоски посетио је РС у септембру 2011, јануару 2012. и фебруару 2014.
  - маја 2013. Министар здравља РС проф. др Славица Ђукић Дејановић посетила је Северну Македонију.
  - 17-18. фебруара 2013. МСП Иван Мркић је боравио у посети Северној Македонији и сусрео се са МИП Н. Попоским на маргинама 67. заседања ГС УН.
  - фебруара 2013. Министар пољопривреде Љупчо Димовски посетио је РС.
  - фебруара 2012. Бивши Министар одбране Северне Македоније Фатмир Бесими посетио је РС.

### Дипломатски представници
Северна Македонија има амбасаду у Београду главном граду Србије, а исто тако Србија има амбасаду у Скопљу, као и почасни конзулат у граду Битољу и Охрид

#### У Београду
- Никола Тупанчески, амбасадор, 2024—[7]
- Михаела Веселинов, отправница послова, 2021—
- Александар Поповски, отпр. послова, 2018—2021.
- Васко Грков, отпр. послова, 2018.
- Вера Јовановска Типко, амбасадор, 2014—2018.
- Љубиша Георгиевски, амбасадор, 2009—2013.
- Александар Василевски, амбасадор, 2008.
- Кире Илиоски, амбасадор, 2007—2008.
- Виктор Димовски, амбасадор, 2003—2007.
- Славко Милосавлевски, амбасадор Северне Македоније у СР Југославији, односно Србији и Црној Гори (1996–2003).

#### У Скопљу
- Невена Јовановић, амбасадор, 2021. -
- Зоран Ковачевић, отправник послова, 2020—2021.
- Душанка Дивјак-Томић, амбасадор, 2013—2020. (доајен дипломатског кора)
- Томислав Ђурин, амбасадор, 2009—2012.
- /  Зоран Поповић, амбасадор, 2005—2009.
- /  Бисерка Матић, амбасадор,2001—2005.
- Зоран Јанаћковић, амбасадор, 1996—2000.

## Поређење
|                     | Северна Македонија                                                                                 | Србија |
| ------------------- | -------------------------------------------------------------------------------------------------- | --- |
| Становништво        | 2.058.539                                                                                          | 9.024.734 (са КиМ)                                                                                            |
| Површина            | 25.713                                                                                             | 88.361 km² |
| Густина насељености | 81/km²                                                                                             | 96,78/km² (без КиМ)                                                                                           |
| Престоница          | Скопље - 515.419 (571.040 шире подручје)                                                           | Београд - 1.182.000 (1.621.396 шире подручје)                                                                 |
| Облик владавине     | Парламентарна република                                                                            | Парламентарна република                                                                                       |
| Службени језик      | Македонски                                                                                         | Српски |
| Вероисповест        | 64,7% Православље, 33,3% Ислам, 0,37% остали                                                       | 84,1% Православље, 6,24% Католицизам, 4,82% Ислам, 1,44% Протестантизам, 3,4% атеисти (без КиМ)               |
| Етничка структура   | 64,18% Македонци, 25,17% Албанци, 3,85% Турци, 2,66% Роми, 1,78% Срби, 0,48% Цинцари, 1,88% остали | 82,86% Срби, 3,91% Мађари, 1,82% Бошњаци,1,44% Роми, 1,08% Југословени, 0,89% Словаци, 9,79% остали (без КиМ) |
| ГДП (по становнику) | 12,800 $ (2017)                                                                                    | 16,804 $ (2017) (без КиМ)                                                                                     |